# Ополонське (Сумський район)
Ополо́нське - село в Україні, у Садівській сільській громаді Сумського району Сумської області. Адміністративно до 2020 належало до Шпилівської сільської ради.

## Географія
Село Ополонське примикає до села Бровкове і за 1 км від села Гірне. Поруч проходить автомобільна дорога Т 1909.

## Історія
12 червня 2020 року, відповідно до Розпорядження Кабінету Міністрів України № 723-р «Про визначення адміністративних центрів та затвердження територій територіальних громад Сумської області» увійшло до складу Садівської сільської громади.
19 липня 2020 року, в результаті адміністративно-територіальної реформи та ліквідації Сумського району(1923—2020), село увійшло до складу новоутвореного Сумського району.

## Відомі люди
В Ополонському народився журналіст Андрій Дейниченко (1949–2002)